# Rue des Champs-Élysées
Pour les articles homonymes, voir Avenue des Champs-Élysées et Champs Élysées.
La rue des Champs-Élysées (en occitan : carrièra dels Aliscamps) est une voie de Toulouse, chef-lieu de la région Occitanie, dans le Midi de la France.

## Situation et accès

### Description
La rue des Champs-Élysées est une voie publique. Elle se trouve dans le quartier de Marengo.
La chaussée compte une seule voie de circulation automobile à double-sens. Elle appartient à une zone 30 et la vitesse y est limitée à 30 km/h. Il n'existe pas d'aménagement cyclable.

### Voies rencontrées
Le rue des Champs-Élysées rencontre les voies suivantes, du sud au nord (« g » indique que la rue se situe à gauche, « d » à droite) :
1. Boulevard de Marengo
2. Rue Émile-Zola (g)
3. Rue Bernard-Ortet
4. Rue François-Mansart
5. Place François-Arago
6. Rue Homère

## Odonymie
La rue porte d'abord le nom de Cailhava, en hommage à Jean-François Cailhava (1731-1813). Il naît à l'Estandoux près de Toulouse. Auteur dramatique et poète, il écrit plusieurs comédies, qui remportent un succès relatif. En 1797, il est reçu à l'Institut, puis, en 1803, élu à l'Académie française.
En 1883, la rue prit son nom actuel. Elle le tient en référence à une salle de spectacle, le « Bal Champs-Élysées », qui s'y trouvait (emplacement de l'actuel no 23) et disparut vers 1900.

## Patrimoine et lieux d'intérêt
- no  16 : immeuble (deuxième quart du XXe siècle)[3].
- no  33 : maison (deuxième moitié du XIXe siècle)[4].
- no  55 bis : maison toulousaine (deuxième moitié du XIXe siècle)[5].
- no  56 : maison toulousaine (deuxième moitié du XIXe siècle)[6].
- no  59 : maison toulousaine (deuxième moitié du XIXe siècle)[7].
- no  61 : maison toulousaine (deuxième moitié du XIXe siècle)[8].